# Toyota Etios
O Etios é um modelo compacto desenvolvido pela Toyota especialmente para os mercados emergentes. Foi apresentado sob a forma de protótipo em 6 de janeiro de 2010 no Salão do Automóvel da Índia e sob forma final de produção em 1 de dezembro de 2010 no mesmo país. A versão hatch foi denominada oficialmente Etios Liva.
No Brasil, o Etios foi lançado no mercado em setembro de 2012.
A versão sedan do Etios conta com um porta-malas de 562 litros, enquanto que o Etios hatch tem um porta-malas de 263 litros.

## Conceito do Etios (2010)
O conceito do Etios sedan com motor a gasolina de 1,5 litros e o conceito do Etios hatchback com motor a gasolina de 1,2 litros foram apresentados na 10ª feira automóvel Auto Expo em Nova Delhi. A produção comercial real começou em dezembro de 2010.

## Etios Xclusive
O Etios Xclusive é uma versão do Etios G e Liva G respectivamente para o mercado indiano, com interiores em dois tons creme e bege, sistema de áudio equipado com Bluetooth, sensores de estacionamento traseiros, tecido de assento de alta qualidade, tampa cromada no botão de marcha, um emblema 'Xclusive' na tampa da bagageira com uma escolha de 3 cores do corpo (branco, cinza e prata).
Uma nova versão do Etios Xclusive foi lançada em 2015 com um sistema de infoentretenimento touchscreen e acabamento com textura de madeira no painel de instrumentos. É baseado nas variantes VX e VXD e vem em branco metálico, prata e azul metálico.

## Etios Cross
O Etios Cross é uma versão baseada no Liva. Foi lançado em 2014.

## Motorsport
A Toyota India iniciou uma série de corrida de uma marca na Índia chamada Etios Motor Racing. A série começou em 2012 e testemunhou uma resposta esmagadora dos jovens indianos, havia 3300 candidatos. Após um procedimento de seleção de 3 rodadas, a Toyota realizou 2 rodadas de corridas de exibição em 2012, uma em uma pista de corrida construída especificamente em Chennai chamou a pista de corrida Sriperumbudur e outras na forma de ROC (Race of Champions) em Gurgaon. Os 25 pilotos selecionados competiram no campeonato principal realizado na segunda metade de 2013. Os carros são preparados pela Red Rooster Performance com sede em Bangalore e projetados pela TRD (Toyota Racing Development).

## Teste de segurança doLatin NCAP
O Latin NCAP realizou dois testes no veículo, um em 2012, e outro em 2019.

### Teste de 2012
Nesse teste realizado em outubro de 2012, o Etios obteve quatro estrelas para adultos e duas para crianças.
O veículo continha airbag frontal e protensores no cinto de segurança para motorista e passageiro, sem airbags laterais.

### Teste de 2019
Realizado em julho de 2019, obteve 4 estrelas para adultos e crianças.
O veículo continha Airbag frontal para motorista e passageiro, protensores no cinto de segurança do motorista e passageiro, Isofix, e sistema de aviso do cinto de segurança.

## O fim do Etios
Na Índia (primeira a fabricar), segundo o UOL, a Toyota deixou de pedir peças de reposição da fábrica para dar lugar ao novo Corolla Cross. Com isso, o Etios pode estar chegando perto do fim. Por enquanto, a linha 2021, chegou e pode ser a última.
As únicas novidades estão no painel, com novo sistema multimídia Toyota Play+ além da descontinuação das linhas XLS e PLATINUM. 
Para piorar ainda mais a notícia, a Toyota ainda descontinuou o motor 1.3 e a versão X, vendendo apenas os modelos hatch X Plus e Sedã X Plus com motor 1.5 (manual de 6 marchas ou automático de 4). A montadora sempre negou o fim da produção. Mas com os fatos noticiados.
Em 2 de março de 2021, de forma oficial, a montadora deixará de vender o Etios no Brasil. Porém, segundo a imprensa, ele continuará sendo fabricado para à exportação. Países como Argentina, Paraguai, Peru e Uruguai continuarão recebendo o veículo fabricado em Sorocaba. Em nota, a Toyota confirmou o fim, mas disse que as revisões nas concessionárias serão mantidas assim como a fabricação de peças.